# Esgrima als Jocs Olímpics d'estiu de 1960
Als Jocs Olímpics d'Estiu de 1960 celebrats a la ciutat de Roma (Itàlia) es disputaren vuit proves d'esgrima, sis d'elles en categoria masculina i dues en categoria femenina. La competició se celebrà entre el dia 29 d'agost i el 8 de setembre de 1960 al Palau dels Congressos de Roma.
Participaren 344 esgrimistes, entre ells 78 dones, de 42 comitès nacionals diferents.

## Resum de medalles

### Categoria masculina
| Prova                     | Or | Argent | Bronze |
| Floret individual Detalls | Viktor Zhdanovich | Yuri Sisikin                                                                                                   | Albert Axelrod                                                                                                 |
| Floret per equips Detalls | Unió SovièticaViktor Zhdanovich · Mark Midler · Yuri Rudov · Yuri Sisikin · German Sveshnikov                          | ItàliaAlberto Pellegrino · Luigi Carpaneda · Mario Curletto · Aldo Aureggi · Edoardo Mangiarotti               | AlemanyaJürgen Theuerkauff · Tim Gerresheim · Eberhard Mehl · Jürgen Brecht                                    |
| Espasa individual Detalls | Giuseppe Delfino | Allan Jay | Bruno Khabarov                                                                                                 |
| Espasa per equips Detalls | ItàliaGiuseppe Delfino · Alberto Pellegrino · Carlo Pavesi · Edoardo Mangiarotti · Fiorenzo Marini · Gianluigi Saccaro | Regne UnitAllan Jay · Michael Howard · John Pelling · Henry Hoskyns · Raymond Harrison · Michael Alexander     | Unió SovièticaValentin Chernikov · Guram Kostava · Arnold Chernushevich · Bruno Khabarov · Aleksandr Pavlovsky |
| Sabre individual Detalls  | Rudolf Kárpáti | Zoltan Horvath                                                                                                 | Wladimiro Calarese                                                                                             |
| Sabre per equips Detalls  | HongriaTamas Mendelenyi · Rudolf Kárpáti · Pál Kovács · Zoltan Horvath · Gabor Delneki · Aladár Gerevich               | PolòniaAndrzej Piatkowski · Emil Ochyra · Wojciech Zabłocki · Jerzy Pawłowski · Ryszard Zub · Marian Kuszewski | ItàliaWladimiro Calarese · Giampaolo Calanchini · Pierluigi Chicca · Roberto Ferrari · Mario Ravagnan          |

### Categoria femenina
| Prova                     | Or | Argent | Bronze                                                                                          |
| Floret individual Detalls | Adelheid Schmid | Valentina Rastvorova                                                                                                | Maria Vicol                                                                                     |
| Floret per equips Detalls | Unió SovièticaValentina Prudskova · Aleksandra Zabelina · Lyudmila Shishova · Tatyana Petrenko · Galina Gorokhova · Valentina Rastvorova | HongriaGyörgyi Szekely · Ildiko Rejto-Ujlaki · Magdolna Nyari-Kovacs · Katalin Juhasz-Nagy · Lidia Dömölki-Sakovics | ItàliaBruna Colombetti · Velleda Cesari · Claudia Pasini · Irene Camber · Antonella Ragno-Lonzi |

## Medaller
| Posició | País           | Or | Argent | Bronze | Total |
| 1       | Unió Soviètica | 3  | 2      | 2      | 7     |
| 2       | Hongria        | 2  | 2      | 0      | 4     |
| 3       | Itàlia         | 2  | 1      | 3      | 6     |
| 4       | Alemanya       | 1  | 0      | 1      | 2     |
| 5       | Regne Unit     | 0  | 2      | 0      | 2     |
| 6       | Polònia        | 0  | 1      | 0      | 1     |
| 7       | Estats Units   | 0  | 0      | 1      | 1     |
| 7       | Romania        | 0  | 0      | 1      | 1     |